# Re-Flex (groupe allemand)
Pour les articles homonymes, voir Re-Flex.
Re-Flex est un groupe allemand de techno, composé de cinq producteurs depuis la fin des années 1990.

## Biographie
Re-Flex se fait connaître avec des titres comme Lui (2000), Ubap et Babadeng (2001), qui se sont tous classés dans le top 100 du hit-parade allemand,. Ubap devient la chanson la plus populaire de Re-Flex, qui atteint la 26e place.
Dans les clips vidéo de ces singles diffusés sur les chaînes musicales allemandes VIVA et MTV, le groupe est soutenu par une performance de danse et de feu de l'artiste Petra Quednau. En 2007, le morceau Lui est sort à nouveau en un remix de Special D. et Mike Brings.

## Discographie
- 2000 : Lui (Clubbgroove / Kontor) (69e place en Allemagne[5])
- 2001 : Ubap (Clubbgroove / Kontor) (26e place en Allemagne, 47e en Autriche, 97e en France[6])
- 2001 : Babadeng (Clubbgroove / Kontor)
- 2002 : Headbangers Go (Clubbgroove / Kontor)
- 2004 : Abulle (Alphabet City / Dropout)
- 2008 : Ghost of the Machine (Ministry of Sound)